# Теодор I Ласкарис
Теодор  Ласкарис (грч. Θεόδωρος Α' Λάσκαρις; рођен око 1175. у Цариграду, умро је 1222. године у Никеји) је био византијски војсковођа и деспот, никејски цар ((1205)1208—1222) и оснивач династије Ласкариса. Заједно са својим братом Константином се истакао током крсташких опсада Цариграда током 1203. и 1204. године, да би у последњим моментима битке, напустио град и пребегао у Никеју из које је почео да организује отпор против крсташа. Иако је већ 1204. године поражен од крсташа код Појманенона, успео је да се одржи захваљујући нападима Калојанових (1197—1207) Бугара. Поред борби са Латинима (крсташима), он је сузбио напредовање трапезунтских Великих Комнина, као и ударе које је у име његовог таста Алексија  (1195—1203) предводио султан Кејхусрев I (прва влада 1192—1196, друга влада 1205—1211), који је владао Коњом. Током своје владавине, он је успео да спречи уништење остатака византијске државе и створи јаку државу као настављача некадашње Византије, коју је временом успео да прошири.
Теодор I Ласкарис (грч. Θεοδωρος Κομνηνος Λασκαρις, романизовано: Тхеодорос Комненос Ласкарис; око 1175 – новембар 1221), био је први цар Никеје — државе наследнице Византијског царства — од 1205. до своје смрти. Иако је рођен у скромној аристократској породици, његова мајка је била у сродству са царском породицом Комнина. Оженио се принцезом Аном, млађом ћерком цара Алексија III Анђела 1200. Добио је титулу деспота пре 1203. чиме је показао своје право да наследи свог таста на престолу.
Четврти крсташки рат приморао је цара Алексија III да побегне из Константинопоља 1203. Деспота Теодора су крсташи затворили (крсташе су Византинци обично називали „Латинима“), али је побегао. Након што је прешао Босфор у Малу Азију (у данашњој Турској), почео је да организује отпор локалних Грка против Латина у Битинији у име свог таста. Склопио је савез са селџучким султаном у Руму, али није могао да заустави ширење Латина. Такође није могао да спречи претендента на царски престо, Алексија Комнина, да у северној Малој Азији успостави византијску државу наследницу, Трапезунтско царство. Теодоров положај се учврстио тек након што је бугарски цар Калојан нанео пораз Латинима у бици код Адријанопоља (у Тракији) 1205. године.
Грци бежећи из Латинског царства — крсташке државе која је настала на византијским централним територијама — прешли су у Малу Азију да би живели под Теодоровом влашћу. Латини су ухватили Теодоровог таста и склопили савез са царем Алексијем I Трапезунтским, али је Теодор разбио њихове уједињене трупе. Обезбедио је подршку већине битинијских аристократа и покорио је оне који су му се опирали. Године 1205. преузео је традиционалне титуле византијских царева. Три године касније сазвао је Црквени сабор за избор новог цариградског православног патријарха. Нови патријарх је Теодора крунисао за цара и успоставио своје седиште у Теодоровој престоници, Никеји. Православно становништво Латинског царства сматрало је Теодора главним браниоцем своје Цркве, али су владари Епира — царства које се развило у западним регионима Византијског царства — оспоравали легитимност његовог крунисања.
Теодоров таст није одустао од својих захтева на престо. Након што је пуштен из затвора, цар Алексије III је убедио Селџуке да нападну Никеју, али их је цар Теодор I поразио 1211. године. Латински цар Хенрик I Фландријски заузео је важне тврђаве у западној Малој Азији 1212. године, али му је понестало војника и није могао да постави гарнизоне у њих. Цар Хенрик је имплицитно признао постојање Никејског царства у свом мировном уговору са царем Теодором I. Цар Теодор I је освојио западну Пафлагонију на обали Црног мора од цара Алексија I Великог Комнина Трапезунтског. Цар Теодор I је око 1220. године, покушао да убеди цариградске Латине да признају његову власт, али су они то одбили. Цар Теодор I је успоставио моћну државу, смештену у околини Цариграда, што је омогућило његовим наследницима да протерају Латине из Цариграда и оживе Византијско царство 1261. године.

## Младост

### Порекло
Теодор Комнин Ласкарис је рођен у племићкој, али не нарочито познатој, византијској породици око 1175. године. Имена његових родитеља су непозната. Ако је Теодор следио византијски обичај да свом прворођеном сину даје очево име, његов отац се звао Никола. Теодорова мајка припадала је неидентификованој грани царске породице Комнин и он је са поносом усвојио њено презиме. Цар Теодор I је имао чак шесторо браће — Константина, Ђорђа, Алексија, Исака, Манојла и Михаила. Манојло и Михаило су сигурно били рођени од друге мајке, јер су носили презиме Цамантур уместо Комнин. Теодор је такође био у сродству са аристократском породицом Фока, највероватније кроз брак једне од његових тетака.
Ласкариси су имали поседе у западној Малој Азији. И Теодор и његов брат Константин имали су печат који је представљао Светог Георгија и носио је натпис Диасоритес. Печат је изражавао њихову везу са манастиром Светог Георгија Дијазорита који се налази у Пиргиону у долини реке Каистрос.

### Рана каријера
Савремени историчар Никита Хонијат представио је Теодора као „храброг младића и жестоког ратника“ у својој хроници. Нешто каснији историчар Георгије Акрополит је забележио да је Теодор био „малог стаса, али не претерано, прилично мрачан, и да је на крају имао вијугаву браду рачвасту“. Теодор је постао познат захваљујући својим породичним везама са Комнинима. Његов први сачувани печат помиње његове титуле севаста и протовестијара. Прва је била дворска титула, првобитно резервисана за рођаке византијских царева, али је цар Алексије III Анђел (1195–1203) почео да је продаје богатим трговцима. Као протовестијар, Теодор је био командант једне кадетске јединице страже царске палате.
Цар Алексије III, који није имао синове, желео је да реши проблем наследства тако што је удао своје две најстарије ћерке. Крајем 1200. године, удао је своју прворођену ћерку Ирину за Алексија Палеолога, а њену млађу сестру Ану за Теодора. Палеолог је уздигнут у чин деспота, чиме је показао своје право да наследи свог таста на престолу. Када је Палеолог умро пре 1203. године, Теодор је добио исту титулу.

## Породица и порекло
Цар Теодор I Ласкарис је рођен око 1174. године у Цариграду у породици племића Манојла Ласкариса, који је у браку са Јованом Керацом имао још једног сина Константина који ће бити верни пратилац и сарадник свом брату.
Он се оженио 1199. године Аном Анђел, ћерком тадашњег цара Алексија III и Еуфрозине Дукине Каматерине и са њом је имао петоро деце:
- Ирину, која се удала прво за Андроника Палеолога, а потом и за Јована (III) Дуку Ватаца (1222—1254)
- Марију, која се удала за краља Мађарске Белу IV (1235—1270)
- Евдокију,
- Николу,
- Јована,

После Анине смрти 1212. године, он се оженио јерменском принцезом Филипом, ћерком краља Рубена III (1175—1185), али је тај брак након годину дана проглашен ништавним због религијских разлога, а његов син из тог брака Константин је разбаштињен као нелегитиман.
Он се по трећи пут оженио 1219. године Маријом Куртене, која је била ћерка Јоланде Фландријске и латинског цара Петра Куртенеа (1217), али у том браку није имао деце.

## Учешће у одбрани Цариграда
Он је као један од виђенијих византијских велможа заједно са братом Константином (XI) (1204) предводио одбрамбрене византијске трупе током крсташких опсада. Већ после првих крсташких удара почетком јула 1203. године и њиховог заузимања Пере, Теодор са братом предводи одбрану Влахерне. Међутим крсташке снаге су их надјачале и продрле у тај део града, а његовог брата су том приликом заробиле.
После промене на престолу тј. повратка на власт Исака  (прва влада 1185—1195, друга влада 1203—1204), уздизања Алексија  (1203—1204) на ранг савладара и престанка борби, Константин је ослобођен. Међутим, између двојице Анђела и крсташа дошло је, због неисплаћених награда, до отвореног сукоба средином новембра, а одбрану опсађеног града поново су преузели:
- Алексије Дука Мурзулф (1204)
- Теодор Ласкарис
- Константин Ласкарис

Већ 25.01. 1204. године дошло је до новог државног удара у Цариграду којим су Анђели напокон збачени са власти, а за новог цара је проглашен Алексије Мурзуфл.
Крсташки удари на град су се настављали и они су 13.04. уз помоћ ветра преко бродова овладали делом морског бедема на Златном рогу и продрли у град. Мурзуфл је покушао да организује отпор у самом граду, али је одбрана већ разбијена, тако да се он повукао у дворац Букелеон и из њега је побегао из града кроз Златну капију водећи са собом супругу Алексија  (1195—1203) царицу Еуфрозину и ћерку Евдокију (бившу супругу Стефана Првовенчаног (велики жупан 1196 — 1217, краљ 1217—1228)).
Завршни чин пада Цариграда представљало је проглашење Константина Ласкариса за новог цара у цркви Божанске Мудрости у покушају да он уз помоћ те титуле организује покушај одбране града. Кратка церемонија је обављена у тренутку у коме су крсташи заузимали град, а целокупна преостала одбрана се налазила у стању расула. Константин је уз помоћ брата покушао да на челу остатака Варјашке страже сузбије крсташки продор, али је њихов напад одбијен. Непосредно после тога и њих двојица су се, као и многи други, укрцали на бродове по препоруци пријатеља и напустили град.

### Пад Цариграда
Да би преузео византијски престо, цар Алексије III је ослепео и затворио свог старијег брата цара Исака II Анђела (1185–1195). Исаков син, Алексије, побегао је из Константинопоља у Немачку да тражи помоћ од својих католичких рођака. Он је закључио споразум са вођама Четвртог крсташког рата, обећавајући велику суму, 800.000 хиперпира, за њихову подршку. Крсташи су стигли до Цариграда и заузели Перу на супротној обали Златног рога 6. јула 1203. године. Деспот Теодор је вршио нападе на освајаче, али су они опсели византијску престоницу. Зидине Константинопоља су биле рањиве, а цар Алексије III је у паници побегао у Тракију у ноћи између 17. и 18. јула. Испразнио је ризницу и са собом понео царске инсигније.
Цар Исак II је пуштен на слободу, а његов син је крунисан за његовог савладара као Алексије IV. Деспот Теодор је затворен након бекства свог таста, али је побегао у септембру 1203. године. Детаљи његовог бекства су непознати, али Хонијат је изјавио да је деспот Теодор напустио Цариград „наоружан само практичном мудрошћу и храбрим духом“. Деспот Теодор се неко време крио у цркви посвећеној Светом Михаилу. Сам деспот Теодор је тврдио да га је Бог „чудесно склонио” из тамнице и упутио преко Босфора у Малу Азију. Пратиле су га жена и кћери. Стигли су до Никеје, али су грађани примили само његову породицу, јер су се плашили освете цара Алексија IV. Деспот Теодор се, како се касније сећао, кретао „из једног краја у други”, избегавајући замке које су му постављали (неидентификовани) непријатељи.
Цар Алексије IV није могао да исплати крсташе. Они су одбили да напусте Цариград и упали су и пљачкали оближња трачка села. Византинци су кривили цара Алексија IV за дела крсташа. Војска се побунила и 28. јануара 1204. прогласила за цара генерала Алексија Дуку Мурзуфла. Цар Исак II је већ био умро, а нови цар је наредио погубљење цара Алексија IV, дајући крсташима изговор да поново изврше нови јуриш на Цариград. Када су 12. априла пробили зидине, цар Алексије V је побегао. Група грађана понудила је царску круну Теодоровом брату, Константину, али ју је он одбио. Крсташи су заузели Цариград и потпуно га опљачкали.
Иако је византијска престоница пала у руке крсташа, ни цар Алексије III Анђел ни цар Алексије V Дука Мурзуфл нису одустали од свог права на престо. Убрзо се на сцену појавио и трећи претендент: унук цара Андроника I Комнина (1183–1185), Алексије, заузео је Трапезунт на обали Црног мора у Малој Азији и прогласио се за цара. Крсташи су једног од својих вођа, Балдуина Фландријског, изабрали за цара у мају 1204. године.

### Отпор
У време Теодоровог доласка, Мала Азија је деценијама била центар побуна против царске власти. Побуњени магнат, Теодор Манкаф, држао је Филаделфију; други аристократа, Сабас Асиден, владао је Сампсоном; а Нићифор Контостефан је контролисао земље у горњем току реке Меандар. Теодор се појавио као представник свог таста и обезбедио је лојалност битинских градова у име цара Алексија III до краја 1204. године. Локални Грци су га признавали као стратега (или војсковођу) Битиније. Он је основао своје седиште у Пруси, али је често путовао на саборе и вечере, подстичући отпор локалних Грка против „Латина“, како су крсташи универзално називани. Такође је преузео контролу над државним приходима и могао је да понуди новац селџучком султану Рума, Рукн ал-Дину Сулејману II, у замену за његову помоћ против Латина. Султан Сулејман II је умро и његов малолетни син Из ал-Дин Килиџ Арслан III га је наследио јуна 1204. године.
Крсташи су у септембру формирали комисију за расподелу византијских територија међу њима. У Малој Азији, „војводство Никеја“ је додељено Лују I, грофу од Блоа, а „војводство Филаделфија“ Стефану од Перша, иако Латини нису освојили ове земље. Млечани су заузели луку Лампсак на азијској страни Хелеспонта и француски витез Петар од Брасијеа заузео је оближњи Пегај. Брат и савладар цара Алексија I Трапезунтског, Давид Велики Комнин, покренуо је војни поход на Пафлагонију и заузео градове дуж обале Црног мора. Његово освајање је олакшало Брасијеову инвазију на Битинију. Он је 6. децембра разбио деспота Теодора код Појманенона и његова победа му је омогућила да заузме битинске тврђаве.
Латини су ухватили и јавно погубили цара Алексија V у Цариграду. Такође су ухапсили цара Алексија III у Тесалији, приморавши га да им уступи царске инсигније почетком 1205. године. Унук цара Манојла I Комнина (1143–1180), Манојло Маурозом, и Маурозомов зет, свргнути султан од Рума, Гхиатх ал-Дин Кeјхусрев I, дошао је у Никеју. Деспот Теодор их је заточио, али су се убрзо помирили. Позајмио је новац султану Кeјхусрeву I да поврати свој престо у замену за обећање војне подршке. Султан Кeјхусрeв I и Маурозом су пожурили у Коњу, главни град Рума. Они су збацили малолетног Килиџ Арслана са престола и власт је поново преузео Кeјхусрeв I у марту 1205. године.
До краја 1204. Латини су заузели Тракију, Тесалију и северну Грчку. Рођак цара Алексија III, Михаило Анђел, који је организовао отпор Грка у Епиру, био је приморан да се закуне на верност папи Иноћентију III како би обезбедио његову заштиту. Цар Балдуин I је почетком 1205. послао свог брата Хенрика да освоји Малу Азију. Хенрик је победио Теодора Манкафа и брата деспота Теодора Ласкариса, Константина, у бици код Адрамитиона 19. марта 1205. године. Латини нису могли да искористе своју победу, јер је бугарски цар Калојан подигао побуну у Тракији и упао у провинцију. Калојанова инвазија приморала је цара Балдуина I да повуче своје витезове из Анадолије. Цар Калојан је нанео пораз латинској војсци у бици код Адријанопоља 14. априла 1205. године. војвода Луј од Блоа и војвода Стефан од Перша погинули су на бојном пољу. Цар Балдуин I је ухваћен и умро је у заточеништву у Бугарској.
Деспот Теодор је извукао највећу корист из Калојанове победе. Пораз Латина открио је крхкост њихове владавине, и обезбедио Теодоров положај. Искористивши тренутак, протерао је латинске гарнизоне из већине анадолских тврђава, и пренео своју престоницу из Прусе у Никеју. Грци су мигрирали у његово царство са европских територија под латинском влашћу. Манкафа је уступио Филаделфију деспоту Теодору, а Асиденове земље су такође припојене у Теодорово царство. Локалне аристократе су подржале Теодора против побуњених магната, а он им је доделио дворске титуле. Теодор је извукао заклетву на верност од брата деспота Михаила I, Теодора Комнина Дуке, који се настанио у Малој Азији, пре него што му је дозволио да оде у Епир.

## Стварање и владавина Никејским царством
Он се са братом повукао у Малу Азију и захваљујући почетним трвењима међу самим крсташима око поделе територије Византије (конкретно око Солуна и стварања Солунске краљевине) су успели да организују неке делове некадашњег Царства у засебну државу са средиштем у Никеји. Међутим већ крајем 1204. године, трупе новооснованог Латинског царства су кренуле у Малу Азију са циљем преузимања контроле над бившим византијским територијама. Браћа су покушала да им се супродставе у бици код Појманенона на азијској страни Дарданела у децембру 1204. године, али су њихове снаге поражене, а крсташи су овладали већим делом Битиније. Током саме битке Константин је рањен и од последица тог рањавања је преминуо 13. марта 1205. године у Никеји.
Међутим побуна Византинаца у Тракији и напад бугарског цара Калојана на Латинско царство прекинуо је њихово напредовање у Малој Азији. Он им је код Хадријанопоља нанео тежак пораз у коме је страдао већи део њихових снага, међу којима су били и латински цар Балдуин  (1204—1206) који је заробљен и Луј од Блоа коме је додељена на управу Никеја. Он је после тога искористио повлачење Латина и овладао скоро свим њиховим поседима у Малој Азији (осим Пеге), после чега је сузбио напредовање Великих Комнина који су из Трапезунта пробали да прошире своју власт на западне делова Мале Азије. Нови латински цар Хенрик (регент 1205—1206, цар 1206—1216) је покушао крајем 1206. године да поврати поседе у Малој Азији, али га је нови Калојанов напад 1207. године, приморао да већ у пролеће закључи мир на две године са Теодором.
Током првих година своје управе, Теодор је отпочео са организовањем државе по узору на Византију, а већ око 1205. године се прогласио за цара, што многи Грци, чак и они у Анадолији нису признавали. Схватио је да му је потребан чвршћи основ да прозове царем, па је покушао да у Никеју доведе Јована Каматера, цариградског патријарха у време пада Цариграда. Како је Јован већ био стар, одбио је и умро следеће године у Једрену. После много припрема Теодор је сазвао нови сабор на коме је изабран нови васељенски патријарх Михајло IV Ауторијан. Новоизабрани васељенски патријарх је пролећа 1208. године крунисао Теодора за цара.
Млечани су успели да 1209. године испосредују склапање тајног савеза између селџучког Румског султаната и Латинског царства који је био уперен против Никејске царевине. Након тога је Иконионски султанат затражио од Теодора да преда власт свом тасту Алексију III који се налазио на њиховом двору. Он је то одбио после чега су отпочели отворени сукоби у којима су иконионске снаге потукле Теодорове латинске најамнике код Меандарске Антиохије, али је Теодор успео да у пролеће 1211. године потуче њихове снаге. Том приликом је током борби погинуо сам султан, док је Алексије III заробљен, после чега је одведен у Никеју у којој је умро као монах. На другој страни су опет напредовали Латини који су на Риндаку 15. октобра 1211. године победили Византинце, после чега продиру дуж егејске обале преко Пергама до Нимфеја. Међутим, сам рат је вођен са веома малим снагама, тако да није било простора за већа освајања. Због тога је 1214. године закључен мир у Нимфеју којим је одређена заједничка граница, а две државе су се и de jure признале.
Он се након тога окренуо Великим Комнинима који су остали без латинске војне подршке и још исте године им је преотео Црноморску обалу до Синопе коју су окупирали Турци Селџуци. Они су том приликом заробили и самог цара Алексија  (1204—1222), после чега су га ослободили и вратили као свог вазала на чело Трапезунтског царства. Латинско царство је са друге стране отпочело своју стагнацију после Хенрикове смрти 1216. године. цар Теодор I је наставио да учвршћује своју државу и њене позиције, тако да је 1219. године закључио уговор са Млечанима којима им је потврдио све привилегије које су имали у Византијском царству, а исте године је српска црква предвођена архиепископом светим Савом I од никејског патријарха уздигнута на ранг аутокефалне архиепископије.
Теодор је умро 1222. године, а наследио га је други супруг његове ћерке Ирине Јован Ватац.

## Владавина

### Крунисање
Давид Комнин је послао војску у Битинију, али је деспот Теодор победио освајаче и њихове латинске савезнике код Никомедије. Султан Кејхусрев I је послао селџучке трупе свом тасту, Маурозому, да нападну долину реке Меандар у пролеће 1205. године, али су убрзо поражене. Деспот Теодор је склопио мир са Маурозомом, дозволивши му да као султанов командант управља двема тврђавама, Хоном и Лаодикијом на Ликусу. Теодор је преузео титулу цара почетком 1205. године — после победе код Никомедије или после мировног споразума са Маурозомом. Његова нова титула била је отворени изазов легитимности латинског цара у Цариграду; па су га Латини сматрали узурпатором, који је незаконито владао територијама свог царства. Многи Грци су такође одбили да признају Теодорово право на титулу цара јер га није крунисао за цара васељенски патријарх Константинопоља. Деспот Теодор је ступио у контакт са патријархом Јованом X Каматером, који је живео у изгнанству у Тракији, нудећи му да пређе у Никеју, али је стари прелат то одбио.
Византијске аристократе, који су изгубили своја трачка, тесалска или пелопонеска имања, дошли су у Никеју и деспот Теодор им је дао азил. Могао је да финансира само поједностављену државну управу, али је позивао бивше високе византијске функционере да доуђу у Никеју. Ујак његове жене, слепи Василије Дука Каматер — бивши логотет дрома (министар спољних послова) — му је помогао у успостављању новог административног система. Унајмио је калабријског гусара Јована Стеириона да командује његовом флотом у Мраморном мору. Деспот Теодор је имао велико поверење у своју браћу. Поставио их је за војне заповеднике и наградио дворским титулама.
Патријарх Јован X Каматер је умро јуна 1206. године. Цариградско православно свештенство је тражило од папе Иноћентија III да их овласти да изаберу новог патријарха, али су се латинске власти успротивиле њиховом плану. Нови латински цар Цариграда, Хенрик Фландријски, склопио је савез са Давидом Комнином против деспота Теодора. Деспот Теодор је одлучио да Давиду одузме Хераклеју Понтску, али су Латини напали његову војску са позадине када је он ишао према граду, па је морао да одустане од похода и да отера латинске трупе. Латини су упали у Малу Азију и заузели Никомедију и Кизик током зиме 1206–1207. Деспот Теодор се заузврат удружио са царем Калојаном, који је покренуо упад у Тракију, приморавајући цара Хенрика да повуче своје трупе из Мале Азије. Након што су Теодор и његова браћа започели опсаду Никомедије, цар Хенрик је пристао да потпише двогодишње примирје, овлашћујући деспота Теодора да уништи два утврђења у Никомедији и Кизику.
Преговори православног свештенства са Светом столицом о постављању православног патријарха показали су се неуспешним. Деспот Теодор се обратио писмом папи Иноћентију III, тражећи од њега да овласти православно свештенство да изабере новог патријарха. Такође је покушао да убеди папу да га призна за врховног поглавара православне заједнице, али је папа игнорисао оба захтева. Када су Латини раскинули примирје рано 1208. године, деспот Теодор је поново писао папи и замолио га да посредује у миру, предлажући Мраморно море као сталну границу између Латинског царства и његовог царства.
Православни свештеници су позвали деспота Теодора да сазове сабор на ком би се изабрао нови васељенски патријарх. Деспот Теодор је сазвао Црквени сабор у Никеји у Страсну седмицу 1208. Окупљени прелати су 20. марта 1208. изабрали за патријарха високог клирика Михаила Ауторијана. Ауторијан је био у сродству са Теодоровим главним саветником, Каматером. Као свој први чин, нови патријарх је крунисао и миропомазао Теодора „цара и самодржаца Римљана“. Церемонија је одржана на Ускршњу недељу (6. априла). Теодорово крунисање од стране новог Васељенског патријарха је озаконило његову претензију да буде легитимни наследник византијских монарха. Његов легитимитет је, међутим, могао бити оспорен, јер је само законити цар могао поставити легитимног патријарха, а само легитимни патријарх је могао крунисати законитог цара. Теодорови противници су тврдили да је сабор који је изабрао Михаила Ауторијана био само скупштина насумично изабраних епископа, а не правилно сазван синод. Као одговор, његове присталице су истицале да је изузетна ситуација након пада Цариграда захтевала флексибилно тумачење закона.

### Ратови
Четири царства су се развила из рушевина Византијског царства до 1209. године. Цар Алексије I и Давид Комнин су консолидовали своје Трапезунтско царство у северној Малој Азији; цар Хенрик од Фландрије је интегрисао Тракију и скоро целу Грчку у Латинско царство; деспот Михаило I Дука Анђел је обезбедио своју власт у Епиру; а цар Теодор I Ласкарис се појавио као неоспорни владар западне Мале Азије. Однос снага је, међутим, остао нестабилан, јер су четири монарха били ривали, увек спремни да склапају савезе против својих суседа. Цар Хенрик је закључио савез са султаном Кејхусревом I против цара Теодора I, док се цар Теодор I удружио са наследником цар Калојана, бугарским царем Борилом. Хенриков вазал, деспот Михаило I Дука Анђел, исплатио је откуп за Теодоровог таста, цара Алексија III 1209. или 1210. године. Цар Алексије III је избегао Никеју и отишао у Коњу, тражећи азил на двору султана Кејхусрева I, свог усвојеног сина.
И цар Борил Бугарски и деспот Михаило I Дука Анђел су желели да протерају Латине из Солуна, што је навело цара Хенрика да редовно посећује град. Искористивши Хенриково одсуство, цар Теодор I је послао своју флоту да нападне Константинопољ у пролеће 1211. године. Цар Борило је упао у Тракију, али није могао спречити цара Хенрика да се врати у своју престоницу. Султан Кејхусрев I и цар Алексије III су извршили инвазију на Никеју, присиљавајући Теодорове трупе да напусте опсаду и пожуре назад у Малу Азију. Две војске сусреле су се у Антиохији на Меандру у касно пролеће или око 17. јуна. Селџучке трупе су биле близу победе у бици, али цар Теодор I је потражио султана Кејхусрева I и убио га у двобоју. Цар Алексије III је ухваћен током битке, а цар Теодор I је наредио да се његов таст затвори. Он је закључио мировни уговор са Кејхусреовим сином и наследником султаном Кејкавусом I.
Цар Теодор I је послао писма Грцима под влашћу Латина да их обавести о свом тријумфу и да их подстакне да устану против „латинских паса“. Међутим, однео је само Пирову победу, јер су његове најбоље трупе — његови латински плаћеници — страдали на бојном пољу. Цар Хенрик је повео своју војску преко Босфора и разбио Теодорове трупе на реци Риндакос 15. октобра 1211. године. Цар Хенрик је заузео Нимфејон и Пергам. У циркуларном писму упућеном европским монарсима почетком 1212. године, он се хвалио да је покорио Грке све до границе Селџука, осим гарнизона неких тврђава. Цар Хенрик је морао да прекине свој војни поход јер није имао довољно трупа да успостави гарнизоне у заузетим тврђавама. Два цара су склопила мир између 1212. и 1214. Мир је потврдио поседовање Латина у области Троаде. Латини су такође заузели неке стратешки важне битинске тврђаве, преузимајући контролу над путевима између северних и јужних територија Теодоровог царства. Цар Теодор I је усвојио интензиван програм утврђивања. Подигнуте су нове тврђаве, а обновљени су зидови старих тврђава. Такође је позвао локалне званичнике да насељавају колонисте око нових утврђења, дајући им обрадиве земље.
Цар Теодор I се брзо опоравио од пораза. Искористивши сукоб између Латинског царства и Србије, Цар Теодор I и султан Кејкавус I су истовремено извршили инвазију на Трапезунтско царство 1214. године. Цар Теодор I је приморао Давида Комнина да напусти Хераклеју Понтску на Црном мору. Нејасно је да ли је освојио источну Пафлагонију током овог похода или тек годинама касније. Његово освајање региона ставило је под никејску контролу уски појас земље дуж обале Црног мора, и тако уклонио трапезунтске цареве из такмичења за Цариград.

### Консолидација
Латински клирици су хтели да приморају православно становништво Цариграда да прихвати католичку литургију и да плаћа десетину, али су се грађани опирали. Папа Иноћентије III послао је кардинала Пелагија као свог легата у Цариград 1213. године, да дисциплинује православно становништво због њиховог отпора. Пелагије је затворио православне цркве и наредио затварање монаха који су пружали отпор, али Грци нису попуштали и многи од њих су побегли у Никеју. Грчке аристократе су приступиле цару Хенрику, тражећи од њега или да заустави прогон православља или да им дозволи да се преселе у Никеју. Цар Хенрик је капитулирао и наредио поновно отварање православних цркава у Цариграду. Пелагије је ступио у преговоре са царем Теодором I о могућој црквеној унији у Хераклеји Понтској, али су се њихови преговори показали неубедљивим.
Деспот Михаило Комнин Дука Анђел је убијен крајем 1214. или 1215. године. Деспот Теодор I Комнин Дука Анђел, који га је наследио, довео је у питање претензију цара Теодора I Ласкариса на превласт, игноришући своју претходно дату заклетву на верност. У договору са архиепископом Димитријем Хоматијаном, амбициозним архиепископом Охридским, Дука је ускратио право патријарху који живи у Никеји да поставља епископе на балканске епископске столице под контролом Епира. Дукина експанзионистичка политика приморала је цара Хенрика да покрене војну кампању против њега, али цар Хенрик је неочекивано умро пре него што је стигао у Епир. Латински барони су за наследника изабрали његовог зета Петра од Куртенеа, али је он био ухваћен и убијен у Епиру током свог путовања према Цариграду 1217. године. Трајно упражњено место уследило је после његове смрти, а његова удовица, царица Јоланда од Фландрије, владала је Латинским царством као намесница. Своју ћерку принцезу Марију Куртене удала је за цара Теодора I који је пристао да продужи свој мировни уговор са Латинским царством.
Царица Јоланда од Фландрије умрла је пре октобра 1219. године. Цар Теодор I је послао изасланике у Цариград да објаве његову претензију да је наследи, али су латински барони то игнорисали. Цар Теодор I је 1219. године, предложио нове преговоре о црквеној унији, користећи се упражњеношћу Цариградске латинске патријаршије. Планирао је да сазове православне патријархе Цариграда, Антиохије, Јерусалима и Александрије на синод у Никеји, али је православно свештенство осујетило ту идеју. Ђакопо Тијеполо, Подеста (или поглавар) венецијанске заједнице у Цариграду, убедио је цара Теодора I да у хрисовуљи издатој у августу 1219. године, наведе привилегије млетачких трговаца. Уредбом је Млечанима дато право да слободно тргују у Никејском царству и ослобођени су пореза. Повеља је такође забрањивала свакој страни да копира или фалсификује новчиће које је издала друга страна. Цар Теодор I је 1220. године, покушао силом да оствари своје право на Цариград, али су Латини одбили његов напад. Нови латински цар, Роберт Куртене, дошао је у Цариград у марту 1221. године. Убрзо је успостављен мир између два царства.
Цар Теодор I је умро у новембру 1221. године. Уследио је династички сукоб јер су његова два брата, Алексије и Исак, и његов зет, Јован Дука Ватац, претендовали на престо. Сукоб је завршен Ватацовом победом; Теодорова браћа су присиљена да оду у изгнанство. Цар Теодор I је сахрањен поред свог таста и своје прве жене у манастиру Светог Хјакинта у Никеји.

## Наслеђе
Западна Мала Азија се развила у „империју у изгнанству“ током Теодорове владавине. Као што византиниста Ворен Тредголд закључује, „Теодор је изградио функционалну [византијску] државу наследницу... ни из чега“. Оживео је Васељенску патријаршију и друге темељне византијске институције. Такође је позајмио од Латина и Селџука—војне канцеларије коностаул (хеленизација од „констабле”) и цаоусиос (из турског чауш), први пут су документоване током његове владавине. Увео је сопствену валуту, емитујући новчиће од електрума и билиона, али није обновио византијски систем златног и бакарног новца. Он је наплаћивао редовне порезе најкасније од 1216. године. По византијском узору, наградио је аристократе правом убирања пореза. Латини и Млечани склопили су с њим уговоре, признавајући на тај начин да је његовом царству предодређено трајно постојање.
Одбрана православне вере била је централна идеологија Теодоровог царства. Никита Хонијат је саставио своју Ризницу православља — расправу против јереси — на никејском двору. Он је описао пад Цариграда као казну за грехе Византинаца и упоредио њихово изгнанство у Малу Азију са вавилонским ропством Израелаца. Цар Теодор I је схватио да није у стању да поврати Константинопољ од Латина, али смештена у близини старе византијске престонице, Никеја је била идеално постављена за њено будуће поновно освајање.
Историчар Димитер Ангелов наглашава да је Теодоров политички успех „немалим делом захваљујући његовом санквиничном и прагматичном приступу”. Имао је путујући суд, путујући од места до места и расправљајући о политичким питањима са локалним племићима. Није се плашио да лично командује својим војскама. Ангажовао је латинске најамнике, нудећи им плате веће од владара Латинског царства.

## Породица
Прва Теодорова жена, царица Ана Комнин Анђел, била је друга ћерка цара Алексија III. Њен први муж, севастократор Исак Комнин Ватац, био је праунук цара Јована II Комнина. Умро је без деце 1196. године. Цар Теодор I и царица Ана су имали три ћерке и два сина.
- Ирена Ласкарис се први пут удала за војсковођу Андроника Палеолога, који је умро без деце 1212. године.[92] Иренин други муж, Јован III Дука Ватац, наследио је цара Теодора I на престолу.[92]
- Марија Ласкарис је постала супруга угарског краља Беле IV.[82][93]
- Евдокија Ласкарис је верена са латинским царем Робертом I почетком 1221. године, али је противљење православног патријарха спречило брак.
- Никола је 1208. године, проглашен за савладара свог оца, али се после 1210. не помиње.[42][67]
- Јован је такође умро у детињству пре 1213. године.[67]

Царица Ана је умрла пре 1213. године, и цар Теодор I је ушао у преговоре о новом браку са ћерком Лава I, краља Јерменије. Краљ Лав I је послао своју нећаку Филипу у Никеју, а цар Теодор I ју је оженио на Божић 1214. године. Историчар Мајкл Анголд предлаже да је папа Иноћентије III промовисао брачни савез између цара Теодора I и краља Лава I како би обезбедио Теодорову подршку у његовом сукобу са царем Хенриком током Рата за антиохијско наслеђе. Цар Теодор I се из непознатог разлога одрекао Филипе и разбаштинио њиховог сина. Према Анголду, цар Теодор I је тек после венчања обавештен да његова жена није Лавова ћерка. Њен син се морао родити 1214. године, јер још није имао осам година када је цар Теодор I умро. Теодорова трећа жена, Марија Куртене, била је ћерка царице Јоланде од Фландрије и цара Петра II Куртенеа. Цар Теодор I се оженио Маријом у нади да ће преко брака имати утицај на политичке прилике у Латинском царству крајем 1218. или почетком 1219. године.